# Beauquesne
Beauquesne – miejscowość i gmina we Francji, w regionie Hauts-de-France, w departamencie Somma.
Według danych na rok 2011 gminę zamieszkiwało 1348 osób, a gęstość zaludnienia wynosiła 67 osób/km² (wśród 2293 gmin Pikardii Beauquesne plasuje się na 247. miejscu pod względem liczby ludności, natomiast pod względem powierzchni na miejscu 87.).